# Thomas Pitt
Pour les articles homonymes, voir Pitt.
Thomas Pitt (Blandford Forum, Dorset, 5 juillet 1653 – Berkshire, 28 avril 1726) est un gouverneur anglais de Madras.

## Biographie
Thomas Pitt arrive à Madras en août 1698. Il devient président de Madras et de la Compagnie britannique des Indes orientales. Il négocie la paix avec le souverain mongol Aurangzeb à Fort Rouge et met ainsi fin à la Child's War. Devenu gouverneur du Fort St. Georges au mois d'août 1699, il achète des terrains sur la Côte Carnatique et consolide les positions et les fortifications anglaises dans la région.
Il est resté célèbre pour s'être porté acquéreur du Jamchand, un diamant de 410 carats (82 g), ramené par son fils aîné en Angleterre en 1702. La pierre est ensuite fractionnée par le bijoutier Harris entre 1704 et 1706. Le plus gros joyau est ensuite vendu à Philippe d'Orléans et prend le nom du Régent.